# Фримпонг, Эммануэль
Эммануэ́ль Я́оу Мангонгто́нг Фримпо́нг (англ. Emmanuel Yaw Mangongtong Frimpong; 10 января 1992, Кумаси, Гана) — ганский футболист, полузащитник.

## Ранние годы
Эммануэль родился в Гане, в городе Кумаси. В раннем детстве вместе с семьёй переехал в столицу Англии — Лондон, где поселился в Тоттенхэме. Там он и был замечен скаутами «Арсенала». До 14 лет Фримпонг посещал местную школу, но затем бросил её, чтобы целиком сосредоточиться на тренировках в академии «канониров».

## Клубная карьера

### «Арсенал»
Фримпонг был одним из ключевых игроков юношеского состава «Арсенала», который не знал себе равных в сезоне 2008/09. 5 октября 2009 года Эммануэль дебютировал за резерв в матче против «Челси». Летом 2010 года Фримпонг впервые провёл предсезонную подготовку с основным составом и смог превосходно проявить себя в товарищеских матчах. Однако его планы на сезон разрушила серьёзная травма. 19 августа 2010 года Эммануэль получил полный разрыв передней крестообразной связки колена и выбыл из строя на 9 месяцев. Из-за долгого срока восстановления рассматривались варианты с арендой, но в итоге он остался в «Арсенале» и принял участие в товарищеских матчах первой команды.
В чемпионате Англии дебютировал 13 августа 2011 года в матче против «Ньюкасла», после того как вышел на замену вместо Томаша Росицки на 85-й минуте. 16 августа 2011 года состоялся его дебют в Лиге чемпионов. В тот день «канониры» играли с «Удинезе», а Фримпонг вышел на замену на 73-й минуте вместо того же Росицки. 20 августа 2011 года начал матч против «Ливерпуля» в стартовом составе, но в итоге был удалён на 69-й минуте встречи за фол на Лукасе Лейве.

### Аренда в «Вулверхэмптон»
1 января 2012 года Эммануэль был арендован клубом «Вулверхэмптон Уондерерс» до конца сезона 2011/12. В матче 20 тура чемпионата Англии с лондонским «Челси», который состоялся на следующий день, 2 января, Фримпонг дебютировал за команду.
21 января в матче с бирмингемской «Астон Виллой» Эммануэль получил травму. При розыгрыше углового удара у ворот «волков» форвард «львов» Стилиян Петров попал Фримпонгу ногой в голову. После случившегося полузащитника унесли с поля на носилках. Изначально появились подозрения на перелом скуловой кости, однако они не подтвердились. Но футболист был доставлен в больницу для более тщательного обследования. Сам Эммануэль в своём твиттере написал: «Перестаньте волноваться за моё здоровье. Надеюсь, нога Петрова в порядке после столкновения с железным лицом». Через несколько дней тренер «волков» заявил, что рассчитывает на возвращение Фримпонга к тренировкам уже 27 января. Однако в своём следующем матче за «волков», который состоялся 4 февраля, Фримпонг получил повреждение крестообразных связок и выбыл до конца сезона.

### Аренда в «Чарльтон Атлетик»
1 января 2013 года Эммануэля арендовал клуб Чемпионшипа «Чарльтон Атлетик».

### Аренда в «Фулхэм»
25 января 2013 года Фримпонг был арендован лондонским «Фулхэмом» до конца сезона.

### «Барнсли»
31 января 2014 года Фримпонг перешёл в «Барнсли».

### «Уфа»
1 сентября 2014 года подписал трёхлетний контракт с «Уфой». Дебютировал за клуб 14 сентября в матче против «Краснодара». Позже выяснилось, что Фримпонг был заявлен в турнир РФПЛ и Кубок России на основании туристической визы, что является грубым нарушением регламента. «Уфа» могла получить технические поражения во всех матчах, в которых принимал участие легионер.
В стартовом матче чемпионата России 2015/16 против московского «Спартака» Фримпонг был удалён с поля за неприличный жест, показанный фанату, после того как тот назвал игрока «обезьяной». После матча разгорелся скандал, который призвал не раздувать министр спорта России Виталий Мутко.
4 апреля 2016 года по обоюдному согласию сторон расторг контракт с клубом.

### «Арсенал» Тула
В августе перешёл в тульский клуб на правах свободного агента. Первый раз вышел в составе клуба 28 августа 2016 года в 5 туре на 69-й минуте матча с «Уралом». Вместо фамилии на его футболке было написано Денч. В 2011 году Фримпонг вместе со своим другом рэпером Летал Бизль запустил свою линию одежды с брендом «Денч». На жаргоне слово «Денч» означает «большой», «крутой», «клёвый».
8 марта 2019 года игрок заявил о завершении своей карьеры в возрасте 27 лет.

## Международная карьера
В период с 2006 года по 2008 год выступал за сборные Англии до 16 и 17 лет. Сыграл за обе сборные по 6 матчей, а в матче с немцами забил свой единственный гол за сборную Англии до 16 лет. В августе 2010 года был вызван в юношескую сборную Англии на матч со сверстниками из Словакии, но не смог принять в нём участия из-за полученной им травмы. В феврале 2011 года в своём интервью он сказал: «Если мне позвонят из сборной моей страны и пригласят принять участие в одном из её матчей, то я сяду на свой велосипед и домчусь на нём из Англии в Гану». В августе 2011 года получил свой первый вызов в молодёжную сборную Англии, но клуб не отпустил его на этот матч.
24 марта 2013 года в матче со сборной Судана (4:0) Фримпонг дебютировал в составе сборной Ганы.

## Позиция на поле
Эммануэль играл как на позиции опорного полузащитника, так и на позиции центрального полузащитника. За стиль игры его часто сравнивали с Александром Сонгом и Майклом Эссьеном.